# Pad Thai
Pad thai (thai: ผัดไทย, phat thai) är en klassisk thailändsk maträtt som består av risnudlar, salladslök, böngroddar, morot, tofu, kyckling och räkor. Rätten kan också innehålla fläskkött, bläckfisk, kikärtsröra, spenat eller krabba.
Pad thai är mild i smaken, brukar ofta stekas tillsammans med ägg, fisksås och tamarindpasta, och serveras garnerad med koriander, lime och hackade jordnötter.